# Övre Rändingarna
Övre Rändingarna är en sjö i Härjedalens kommun i Härjedalen och ingår i Ljusnans huvudavrinningsområde. Sjön har en area på 0,175 kvadratkilometer och ligger 749,1 meter över havet. Sjön avvattnas av vattendraget Rånden.

## Delavrinningsområde
Övre Rändingarna ingår i det delavrinningsområde (691292-134668) som SMHI kallar för Utloppet av Yttersjön. Medelhöjden är 753 meter över havet och ytan är 0,82 kvadratkilometer. Räknas de 4 avrinningsområdena uppströms in blir den ackumulerade arean 28,14 kvadratkilometer. Rånden som avvattnar avrinningsområdet har biflödesordning 2, vilket innebär att vattnet flödar genom totalt 2 vattendrag innan det når havet efter 350 kilometer. Avrinningsområdet består mestadels av skog (64 procent) och sankmarker (14 procent). Avrinningsområdet har 0,19 kvadratkilometer vattenytor vilket ger det en sjöprocent på 22,8 procent.